# Kangurzak rudawy
Kangurzak rudawy (Aepyprymnus rufescens) – gatunek ssaka z rodziny kanguroszczurowatych (Potoroidae).

## Taksonomia
Gatunek po raz pierwszy naukowo opisał w 1837 roku brytyjski zoolog John Edward Gray nadając mu nazwę Bettongia rujescens. Miejsce typowe to Nowa Południowa Walia, Australia. Holotyp to skóra i czaszka samca z kolekcji Muzeum Historii Naturalnej w Londynie. Jedyny przedstawiciel rodzaju kangurzak (Aepyprymnus) który opisał w 1875 roku angielski zoolog Alfred Henry Garrod.
Gatunek monotypowy.

### Etymologia
- Aepyprymnus: gr. αιπυς aipus „stromy, wysoki”; πρυμνος prumnos „zad, ostatnia część”[10].
- rufescens: łac. rufescens, rufescentis „czerwonawy, rudawy”, od rufescere „stać się czerwonawym”, od rufus „czerwony”[11].

## Rozmieszczenie geograficzne
Występuje w lasach oraz na stepach wschodniej Australii od Cooktown w północnym Queenslandzie, na południe po obu stronach Wielkich Gór Wododziałowych do okolic Newcastle w Nowej Południowej Walii.

## Morfologia
Długość ciała (bez ogona) samic 36,3–48 cm, samców 34,5–40 cm, długość ogona samic 32,2–39 cm, samców 31,4–40,7; masa ciała samic 1,3–3 kg, samców 1,9–3 kg.

## Ekologia
Rozmnażanie
- Rozmnaża się bardzo powoli (najwyżej 2 młode rocznie).

Tryb życia
- Zwyczaje - buduje gniazda z trawy, w których spędza najgorętszą porę dnia; jest bardzo ufny w stosunku do ludzi (czasami daje się karmić z ręki); przez nadmierną ufność pozostaje łatwą zdobyczą przez dzikie, wprowadzone przez człowieka do Australii, psy i lisy

## Status zagrożenia
W Czerwonej księdze gatunków zagrożonych Międzynarodowej Unii Ochrony Przyrody i Jej Zasobów został zaliczony do kategorii LC (ang. least concern ‘najmniejszej troski’). Gatunek nie jest zagrożony wyginięciem, ale według prognoz w przyszłości trzeba będzie bardziej zatroszczyć się o ten gatunek.